# Caryodaphnopsis baviensis
Caryodaphnopsis baviensis är en lagerväxtart som först beskrevs av Paul Lecomte, och fick sitt nu gällande namn av Airy Shaw. Caryodaphnopsis baviensis ingår i släktet Caryodaphnopsis och familjen lagerväxter. Inga underarter finns listade i Catalogue of Life.